# ماري رانكين سوان
ماري رانكين سوان (بالإنجليزية: Mary Rankin Swan)‏ هي رسامة أيرلندية، (ولدت في كورك في جمهورية أيرلندا 1865 – 1944 م).